# Tour de Flandes 1913
El Tour de Flandes 1913 es la edición inicial del Tour de Flandes. La carrera se disputó el 25 de mayo de 1913, con inicio y final en Gante después de un recorrido de 324 kilómetros. El vencedor final fue el belga Paul Deman, que se impuso al esprint a sus compañeros de fuga. Los también belgas Joseph Van Daele y Victor Doms acabaron segundo y tercero respectivamente.

## Clasificación final
|    | Ciclista          | Equipo         | Tiempo      |
| -- | ----------------- | -------------- | ----------- |
| 1  | Paul Deman        | Automoto       | 12h 03' 10" |
| 2  | Joseph Van Daele  | J.B.Louvet     | m. t.       |
| 3  | Victor Doms       | Automoto       | m. t.       |
| 4  | August Dierickx\| |                | m. t.       |
| 5  | Arthur Maertens   | La Française   | m. t.       |
| 6  | Jan van Ingelghem | Peugeot-Wolber | + 1' 00"    |
| 7  | Achiel Depauw     | La Française   | m. t.       |
| 8  | Auguste Benoit    | La Française   | + 6' 50"    |
| 9  | Adrien Kranskens  |                | + 17' 50"   |
| 10 | Hector Billiet    |                | m. t.       |